# Kanton Grandvilliers
Kanton Grandvilliers (fr. Canton de Grandvilliers) je francouzský kanton v departementu Oise v regionu Hauts-de-France. Skládá se ze 101 obcí. Před reformou kantonů 2014 ho tvořilo 23 obcí.

## Obce kantonu
od roku 2015:
| - Abancourt - Achy - Bazancourt - Beaudéduit - Blacourt - Blargies - Blicourt - Bonnières - Boutavent - Bouvresse - Briot - Brombos - Broquiers - Buicourt - Campeaux - Canny-sur-Thérain - Cempuis - Le Coudray-Saint-Germer - Crillon - Cuigy-en-Bray - Daméraucourt - Dargies - Élencourt - Ernemont-Boutavent - Escames - Escles-Saint-Pierre - Espaubourg - Feuquières - Fontaine-Lavaganne - Fontenay-Torcy - Formerie - Fouilloy - Gaudechart - Gerberoy | - Glatigny - Gourchelles - Grandvilliers - Grémévillers - Grez - Halloy - Hannaches - Le Hamel - Hanvoile - Haucourt - Hautbos - Haute-Épine - Hécourt - Héricourt-sur-Thérain - Hétomesnil - Hodenc-en-Bray - Lachapelle-sous-Gerberoy - Lannoy-Cuillère - Lavacquerie - Laverrière - Lhéraule - Lihus - Loueuse - Marseille-en-Beauvaisis - Martincourt - Le Mesnil-Conteville - Moliens - Monceaux-l'Abbaye - Morvillers - Mureaumont - La Neuville-sur-Oudeuil - La Neuville-Vault - Offoy - Omécourt | - Oudeuil - Pisseleu - Prévillers - Puiseux-en-Bray - Quincampoix-Fleuzy - Romescamps - Rothois - Roy-Boissy - Saint-Arnoult - Saint-Deniscourt - Saint-Germer-de-Fly - Saint-Maur - Saint-Omer-en-Chaussée - Saint-Pierre-es-Champs - Saint-Quentin-des-Prés - Saint-Samson-la-Poterie - Saint-Thibault - Saint-Valery - Sarcus - Sarnois - Senantes - Sommereux - Songeons - Sully - Talmontiers - Thérines - Thieuloy-Saint-Antoine - Villembray - Villers-sur-Auchy - Villers-sur-Bonnières - Villers-Vermont - Vrocourt - Wambez |

před rokem 2015:
- Beaudéduit
- Briot
- Brombos
- Cempuis
- Daméraucourt
- Dargies
- Élencourt
- Feuquières
- Grandvilliers
- Grez
- Halloy
- Le Hamel
- Hautbos
- Lavacquerie
- Laverrière
- Le Mesnil-Conteville
- Offoy
- Saint-Maur
- Saint-Thibault
- Sarcus
- Sarnois
- Sommereux
- Thieuloy-Saint-Antoine